# Apollo 11
Apollo 11 was de missie van het Apolloprogramma die de eerste mensen op de Maan zette. 
De bemanning van de Apollo 11 bestond uit de astronauten Neil Armstrong, Edwin "Buzz" Aldrin en Michael Collins.

## Geschiedenis

### Achtergrond
President John F. Kennedy drukte op 25 mei 1961 zijn wens als volgt uit om binnen afzienbare tijd mensen op de Maan te laten landen: "I believe that this nation should commit itself to achieving the goal, before this decade is out, of landing a man on the Moon and returning him safely to the Earth." Vertaald in het Nederlands: "Ik geloof dat deze natie zich moet verplichten om het doel te bereiken om, voordat dit decennium voorbij is, een mens op de Maan te laten landen en hem veilig terug te brengen naar de Aarde."

### Bemanning van deApollo 11
De bemanning bestond uit Neil Armstrong, Buzz Aldrin en Michael Collins. In een bijeenkomst, die pas openbaar werd na de publicatie van Armstrongs biografie in 2005, werd het aan Armstrong overgelaten of Aldrin vervangen moest worden door Jim Lovell. Na er een nacht over geslapen te hebben, zei Armstrong dat hij Aldrin wilde aanhouden. Als reden gaf Armstrong dat hij met Aldrin altijd goed had samengewerkt. Een vervanging zou Lovell onofficieel het laagstgeklasseerde bemanningslid maken en Armstrong vond dat de voormalige commandant van Gemini 12 beter verdiende. Hij zei dat Lovell het recht had een volgende keer opnieuw commandant te zijn.

### Armstrong aangesteld als eerste maanwandelaar
In maart 1969 besloot NASA dat Armstrong de eerste mens op de Maan moest worden, deels omdat de leiding hem zag als iemand zonder een groot ego. Op een persconferentie op 14 april 1969 werd het ontwerp van de maanlander als de reden gegeven waarom het Armstrong zou worden; het luik ging rechts naar binnen open waardoor het voor Aldrin, wiens werkpositie rechts in de maanlander was, moeilijk zou zijn om als eerste het toestel te verlaten. Verder vond men – puur protocollair gezien, zo werd gezegd – dat de gezagvoerder de eerste moest zijn om de maanlander te verlaten.

### Begin van de missie
Op 16 juli 1969 werd de Saturnus V-raket met de LM Eagle (maanlander) en de CSM Columbia (commando- en servicemodule) gelanceerd om 13:32 UTC (9:32 uur plaatselijke tijd) van lanceerplatform 39A op het Kennedy Space Center. Armstrongs hartslag bereikte 110 slagen per minuut. De Apollocapsule was, vergeleken met die van Armstrongs eerdere Geminivluchten, ruim. De astronauten konden zich vrij bewegen, wat gezien werd als de mogelijke hoofdreden waarom niemand van de bemanning last kreeg van ruimteziekte.
Op 20 juli (UTC), op ongeveer 100 km van het maanoppervlak, scheidde de maanlander met Armstrong en Aldrin van de CSM, waarin Collins alleen achterbleef.

### Mannen op de Maan
Daarna daalde Aldrin met Armstrong in de maanlander Eagle af naar het maanoppervlak, terwijl Collins achterbleef in het ruimtevaartuig Columbia. Twee minuten en 21 seconden voor de landing nam Armstrong de besturing over van de maanlander, omdat de automatische landing dreigde plaats te vinden in een gebied met veel kleine kraters en "rotsblokken zo groot als Volkswagens".
Om gewicht te besparen was er niet veel brandstof aan boord. 
Op een gegeven moment kreeg Armstrong bericht van NASA dat er nog voor 60 seconden brandstof in de tanks zat. Exact was dat niet op de seconde aan te geven. Er was een onzekerheidsfactor van 20 seconden. Uiteindelijk zette Armstrong de maanlander neer in een vlak gebied. NASA liet weten dat er nog voor 20 seconden brandstof over was geweest. Na de missie, terug op Aarde, werd echter berekend dat er nog voor 45 seconden brandstof in de tanks zat. 
Naderhand vertelde Armstrong dat de maanlander, als de brandstof was opgeraakt, een vrije val van vijftien meter hoogte had aangekund. Als de maanlander bij die val niet meer dan vijftien graden scheef op het maanoppervlak terecht was gekomen, hadden ze veilig van het maanoppervlak kunnen opstijgen.
De maanlanding vond plaats om 20:17:39 UTC op 20 juli 1969. De schotelvormige uiteinden van de landingspoten drongen ± 5 cm in de maanbodem door; de uitlaat van de daalmotor ± 30 cm. Aldrin merkte op dat de daalmotor geen krater liet ontstaan.
Overigens beschikten de Apollo-astronauten over een prikstok, om onverhoeds wegzakken in onverwacht dikke stoflagen te voorkomen.

### Eerste voet op de Maan
Het officiële NASA-vluchtplan voorzag in een rustperiode van vijf uur slaap voordat aan de maanwandeling begonnen werd, maar Armstrong verzocht om de wandeling eerder in de avond, Houstontijd, uit te voeren, omdat hij en Aldrin ervan overtuigd waren dat ze de slaap niet konden vatten. Zes uur en zesenveertig minuten later begon Armstrong aan zijn maanwandeling. De druk in de Eagle werd gelijkgemaakt aan die op de Maan, het luik werd geopend en Armstrong stapte naar buiten.
Aangekomen onderaan de ladder, zei Armstrong: "I'm going to step off the LEM now" (verwijzend naar de maanlander). Hij draaide zich om en zette zijn linkervoet op het maanoppervlak om 2:56 UTC op 21 juli 1969.

### One small step
Nadat hij zijn eerste voet op de maan zette, sprak Armstrong de beroemde woorden: "That's one small step for [a] man, one giant leap for mankind", dat is: "Dat is een kleine stap voor een mens, een reuzensprong voor de mensheid".

Toen Armstrong zijn beroemde uitspraak deed, werden zijn woorden rechtstreeks uitgezonden via de Voice of America, BBC en talrijke andere televisie- en radiostations ter wereld. Geschat wordt dat 450 miljoen mensen zijn zin gehoord hebben, op een toenmalige wereldpopulatie van 3,631 miljard mensen. 

#### "Man" of "a man"?
Armstrong had besloten de zin uit te spreken na een stortvloed van gedachten na de lancering. Op Aarde had hij van velen adviezen gekregen en de kranten hadden vol gestaan met voorspellingen wat hij als eerste zou gaan zeggen.
De opname had geen "a" voor "man", wat de zin tegenstrijdig maakt: man (mens of man) is in een dergelijke context synoniem aan mankind (mensheid).
NASA en Armstrong hielden jarenlang vol dat de "a" toch was uitgesproken, terwijl Armstrong verklaarde dat hij nooit de fout zou hebben gemaakt om het lidwoord niet uit te spreken, maar na herhaald luisteren naar de opname gaf Armstrong toe dat hij de "a" vergeten moet hebben. Armstrong zei naderhand dat hij "hoopt dat de geschiedenis mij de ruimte toekent om het lidwoord te vergeten en begrijpt dat het zeker de intentie was om het uit te spreken, ook al is het niet gebeurd – hoewel het in werkelijkheid toch gezegd zou kunnen zijn".
Sinds 2006 wordt beweerd dat een akoestische analyse van de opnamen de aanwezigheid van de gemiste "a" aantoont. Peter Shann Ford, een computerprogrammeur uit Australië, construeerde een digitale audioanalyse en beweert dat Armstrong daadwerkelijk "a man" zei, maar dat de "a" niet hoorbaar was door de beperkingen van de toenmalige technologie. Ford en James R. Hansen, de officiële biograaf van Armstrong, gaven de bevindingen aan Armstrong en vertegenwoordigers van NASA, die hun eigen analyse maakten. Het onderzoek van Ford is overigens gepubliceerd op zijn eigen website en niet, na gecontroleerd te zijn door experts, in een wetenschappelijk tijdschrift. De linguïsten David Beaver en Mark Liberman schreven dat ze de correctheid van Fords beweringen in twijfel trekken. Hoewel Armstrong de analyse van Ford "overtuigend" vond, zei hij te prefereren dat in gedrukte citaten een "a" tussen haakjes geschreven wordt.

### Werkzaamheden op de Maan met Aldrin
Na de eerste stappen maakte Armstrong enkele foto's. Hij werd onderbroken door NASA die hem opdroeg zo snel mogelijk bodemmonsters te verzamelen, conform het werkschema. Mochten de twee om welke reden dan ook plotseling moeten terugkeren, dan hadden ze tenminste maanstenen bij zich. Hij had hiervoor een zak op kniehoogte hangen waar de monsters ingingen. Geheel ongevaarlijk was het verzamelen niet. Een miniem gat in het ruimtepak kon de dood betekenen. Een beschadiging zou hij ook kunnen oplopen als hij bij het wandelen op de grond zou vallen. De bepakking die hij droeg hielp daarbij niet, want die was net zo zwaar als zijn eigen lichaamsgewicht, maar doordat de zwaartekracht op de Maan maar een zesde deel is van die op Aarde, wogen hij en bepakking in totaal 26 kilo.

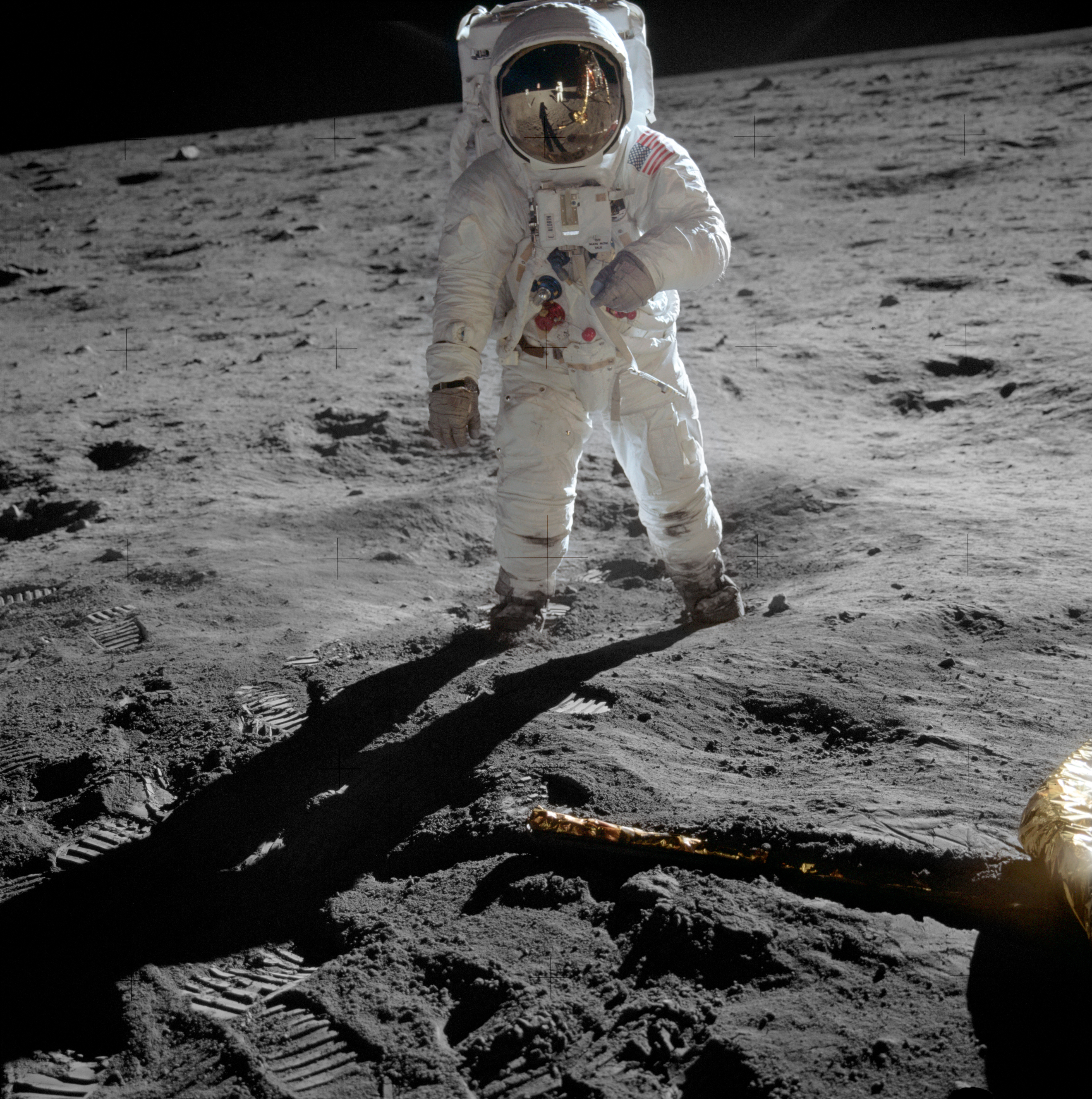
Hasselblad foto AS11-40-5903: Buzz Aldrin op de Maan, in de helmreflectie fotograaf Neil Armstrong, de vlag en de maanlander

Ongeveer een kwartier na de eerste stap, volgde Aldrin om de tweede mens te worden die voet zette op de Maan. Vervolgens begon het duo aan zijn opdracht om te onderzoeken hoe een mens zich op het maanoppervlak kan voortbewegen. Al snel werd een plakkaat onthuld om hun vlucht en landing te herdenken en plantten ze de vlag van de Verenigde Staten. Deze had aan de bovenkant een metalen staaf om hem horizontaal te houden. Doordat die niet helemaal uitgetrokken was en de vlag strak opgevouwen en verpakt was geweest, leek het alsof de vlag wapperde.
Kort na het planten van de vlag telefoneerde president Richard Nixon vanuit het Witte Huis met een vooraf samengestelde korte boodschap. Nixon sprak ongeveer een minuut, waarna Armstrong in ongeveer dertig seconden een dankwoord uitsprak.
Armstrong en Aldrin zetten vervolgens een pakket meetinstrumenten op het maanoppervlak. Daarna liep Armstrong naar wat nu bekendstaat als de Oostkrater, een wandeling van 59 m en de langste die Armstrong of Aldrin op de Maan maakte. In totaal verzamelden ze 21,32 kilo stenen. Dit geschiedde om veiligheidsredenen met een mechanische schop. Door het zware rugpak bestond het gevaar dat de astronauten hun evenwicht zouden verliezen en een fatale val op scherpe maanstenen zouden maken. Met behulp van een boor nam Aldrin een bodemmonster tot een diepte van bijna 13 cm. Een experiment met betrekking tot het nemen van bodemmonsters ging niet door wegens tijdgebrek.
Armstrongs laatste opdracht was het achterlaten van een klein pakket gedenktekens ter nagedachtenis aan de omgekomen Sovjet-kosmonauten Joeri Gagarin en Vladimir Komarov en de Apollo 1-astronauten Gus Grissom, Ed White en Roger B. Chaffee.
Op de maan werden ongeveer honderd kleurenfoto's geschoten. De meeste fotowerkzaamheden werden uitgevoerd door Armstrong die een Hasselblad-camera gebruikte. Van Armstrong zelf zijn vijf foto's gemaakt.
In december 1969 werd als een van de eerste wetenschappelijke resultaten bekendgemaakt dat uit de genomen bodemmonsters bleek dat de maan in het verleden een vulkanische periode moet hebben gekend of aan grote hitte moet zijn blootgesteld.

### Vertrek van de Maan
Om 17:54 UTC op 21 juli stegen de twee astronauten op. Ze koppelden om 21:35 UTC aan de commandomodule met Collins. Bij het opstijgen zagen ze dat de vlag door de raketmotor omver werd geblazen. De vlag is veel te klein om vanaf de aarde zichtbaar te zijn en de astronauten besloten dit incident jarenlang te verzwijgen. Pas 43 jaar later vertelde Buzz Aldrin het aan Steve Jurvetson. Inmiddels is met de Lunar Reconnaissance Orbiter vastgesteld dat de vlag inderdaad niet meer overeind staat.
De reis eindigde op 24 juli. Om 16:21 UTC werden de commando- en servicemodule gescheiden, en een half uur later landden de drie mannen in de Grote Oceaan, waar ze werden opgepikt door de USS Hornet.
De commandmodule Columbia staat tentoongesteld in het National Air and Space Museum te Washington D.C.
De stijgtrap van de maanlander Eagle is op een onbekende plek op de Maan te pletter geslagen, de daaltrap staat nog altijd onaangeroerd op haar oorspronkelijke landingsplaats.
Tijdens deze missie werd een laserretroreflector geplaatst. Hiermee kon en kan  NASA meten dat de afstand tussen de Maan en de Aarde jaarlijks met 3,8 centimeter toeneemt. Het apparaat werkt nog steeds.

## Maanwandeling
|      | Missie    | Maanwandelaars             | Start                  | Einde                  | Duur                | Missie                           |
| ---- | --------- | -------------------------- | ---------------------- | ---------------------- | ------------------- | -------------------------------- |
| EVA1 | Apollo 11 | Neil Armstrong Buzz Aldrin | 21 juli 1969 02:56 UTC | 21 juli 1969 05:27 UTC | 2 uur en 31 minuten | allereerste wandeling op de maan |

## Foto's van de missie

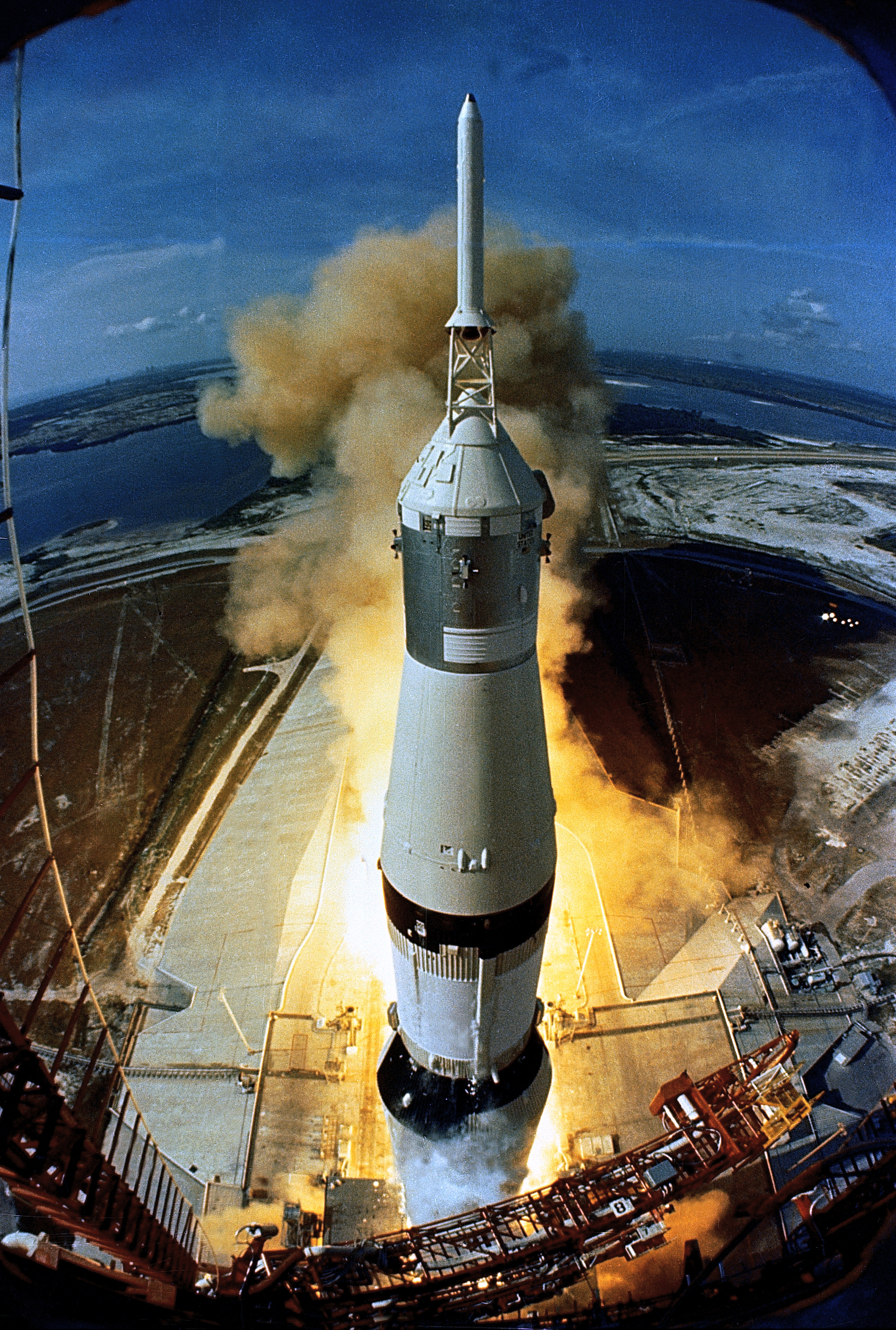
Lancering van Apollo 11
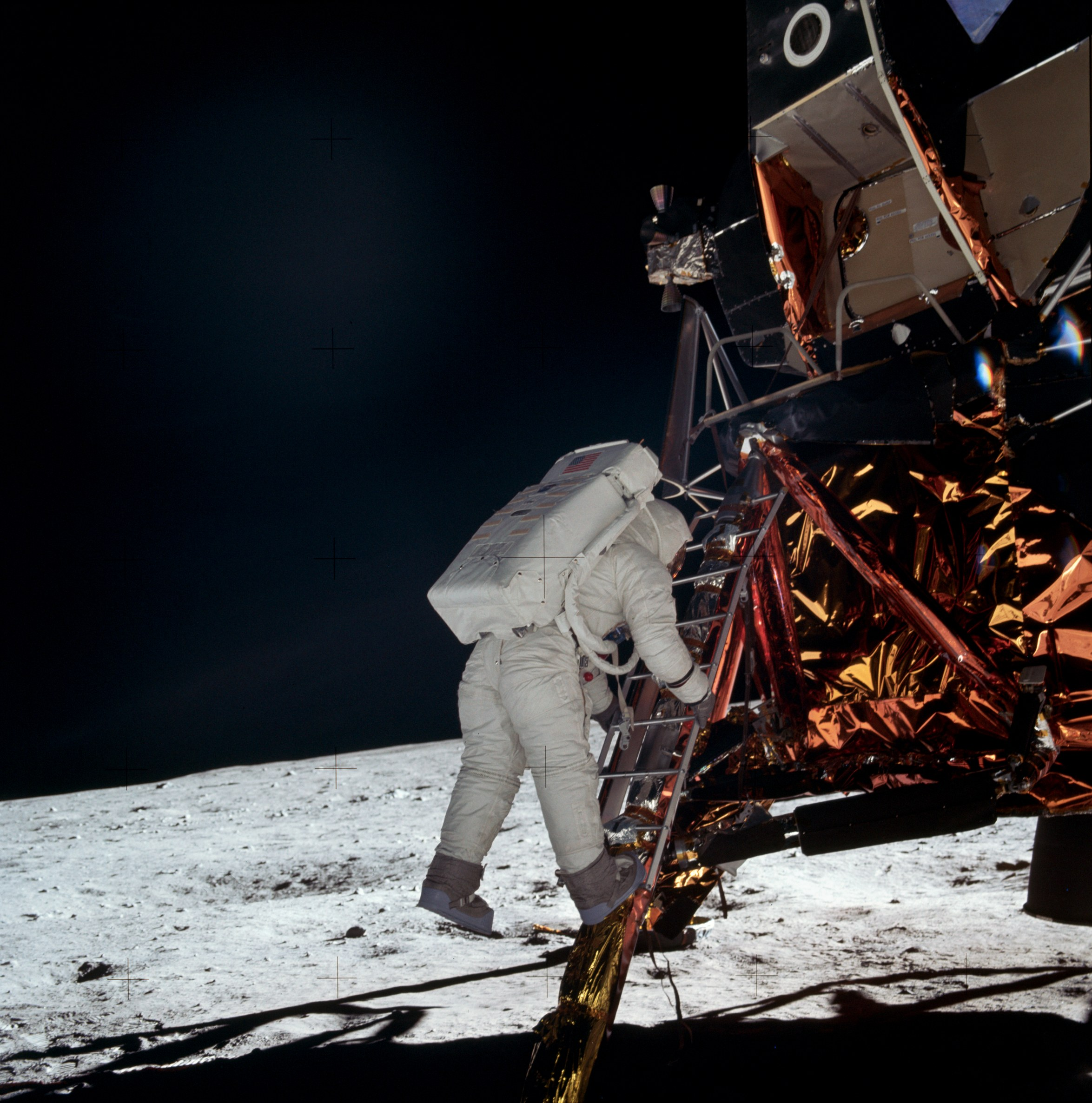
Aldrin stapt op de maan
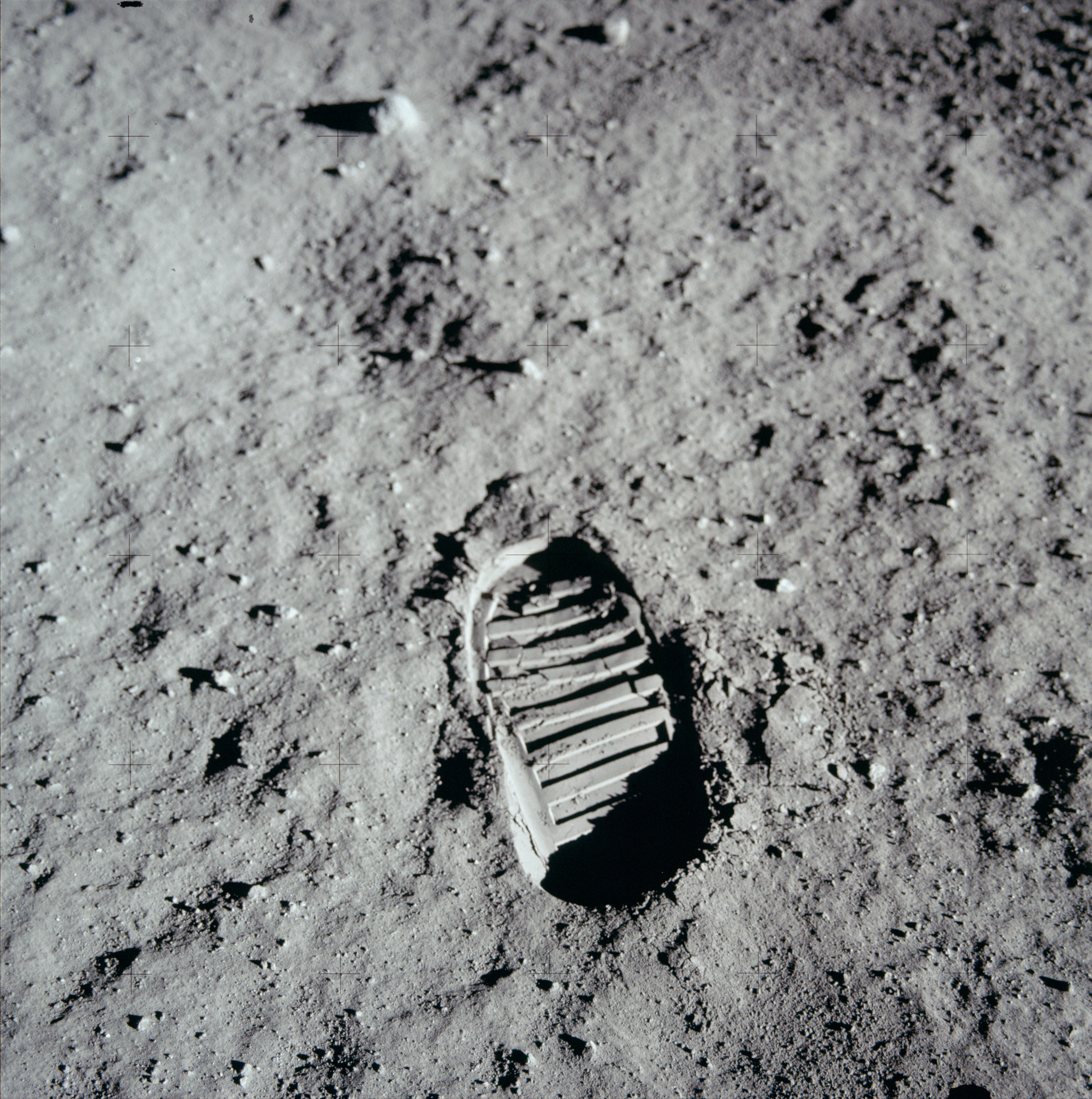
Een van de eerste voetstappen op de maan
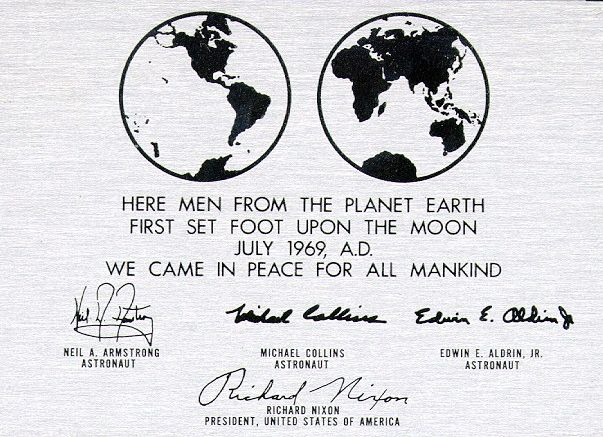
Gedenkteken aan daaltrap LM Eagle van Apollo 11
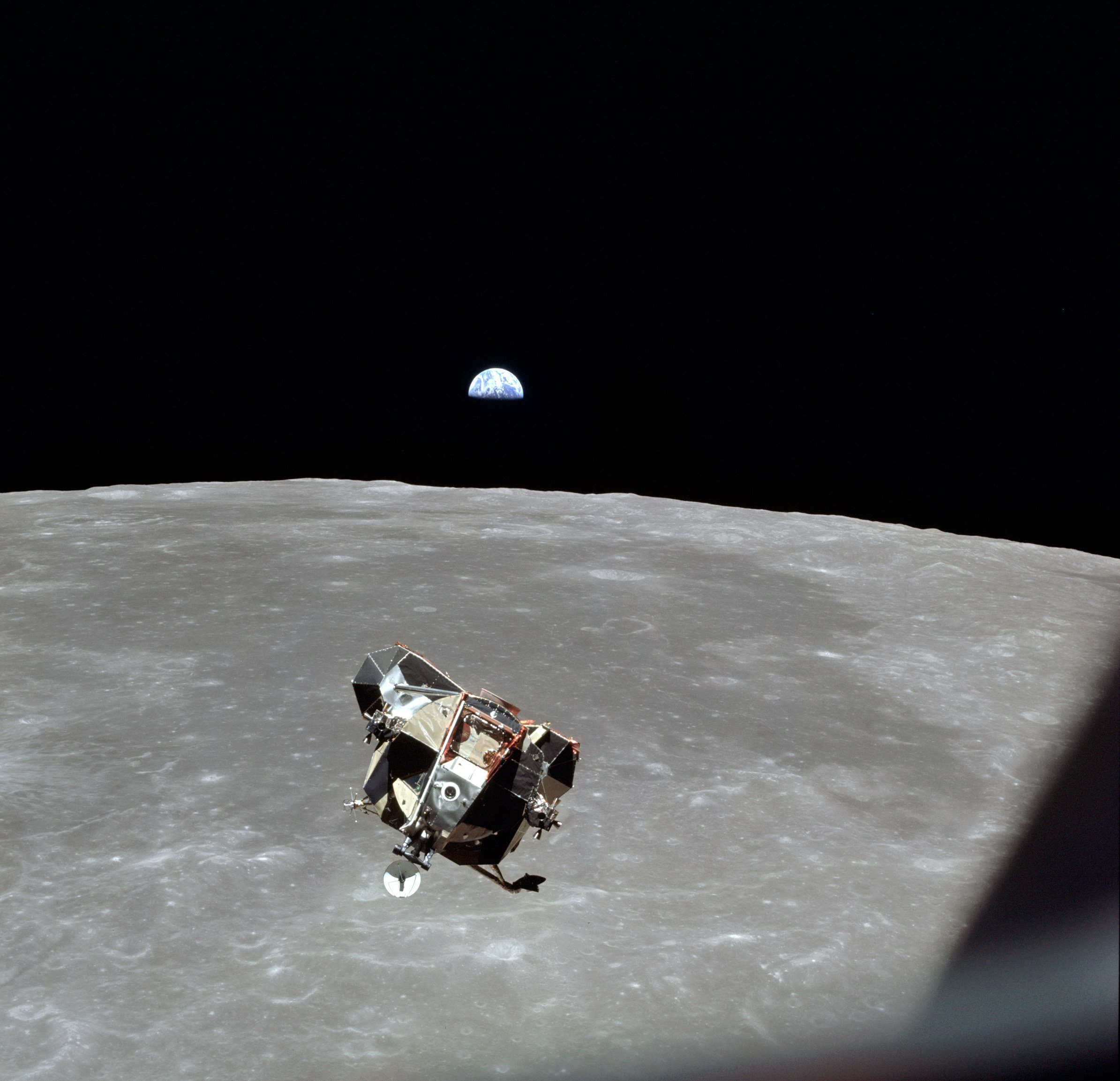
Stijgtrap LM Eagle gezien vanuit CSM Columbia
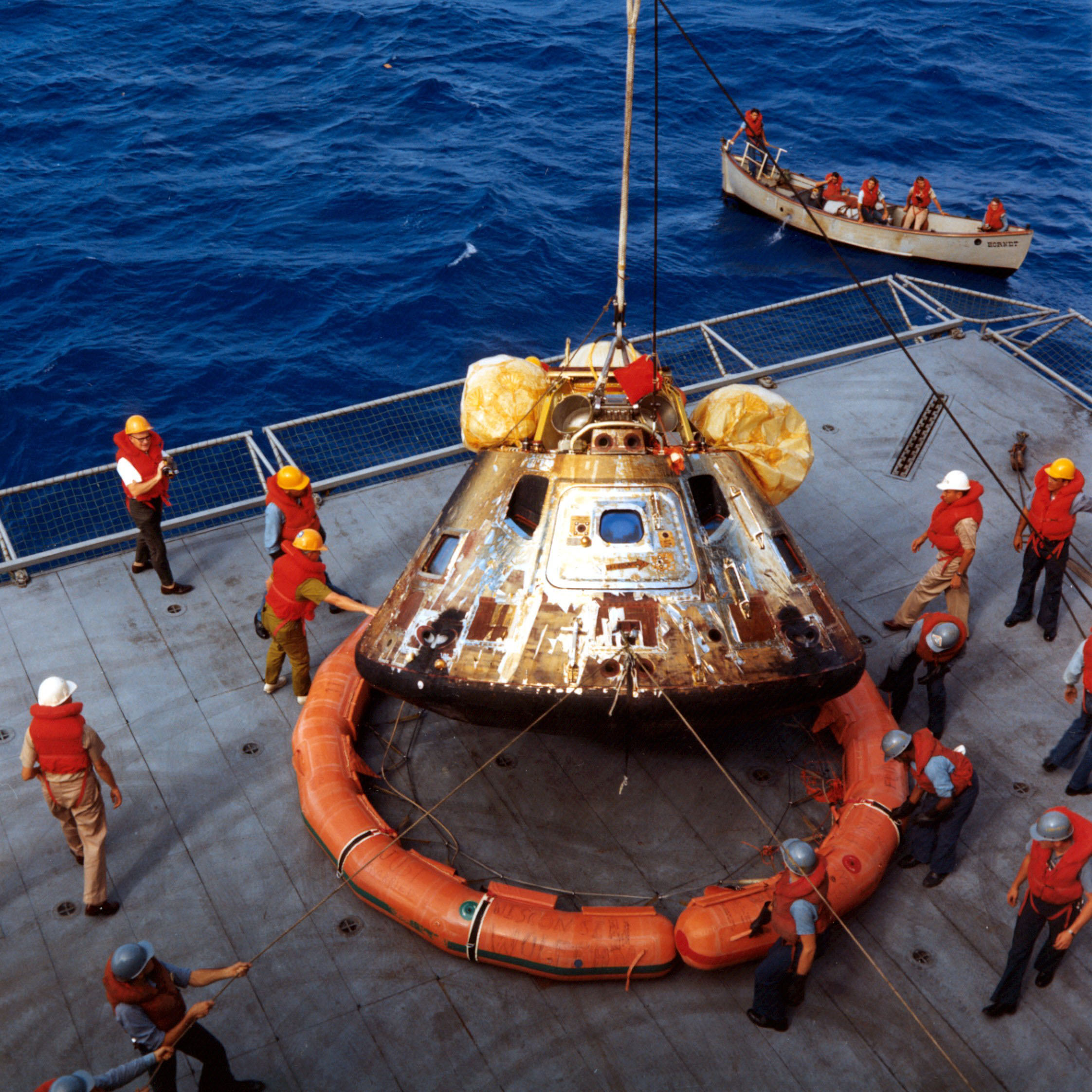
Capsule van Apollo 11 op USS Hornet

## Trivia
- Een voorstel hoe te handelen als de astronauten van Apollo 11 door een of andere oorzaak niet meer naar de Aarde konden terugkeren, werd onder de titel In Event of Moon Disaster door William Safire aan het Witte Huis gestuurd. Het voorstel bevatte een eerste aanzet voor een door Nixon op televisie voor te lezen toespraak.[34][35] Volgens het voorstel zou na het verbreken van de radiocontacten een religieuze dienst vergelijkbaar met een begrafenis op zee gehouden worden.
- Op weg naar de maan zagen de astronauten een vreemdsoortig object op aanzienlijke afstand in de ruimte zweven. Er werd verondersteld dat het mogelijks een der vier afgeworpen conusvormige zijpanelen afkomstig van de verbruikte S-IVB-trap was, maar er is nooit zekerheid geweest omtrent de oorsprong of samenstelling van het object. Volgens de astronauten had het een L-vorm en zag het er uit als een open koffer. Na het waargenomen te hebben met behulp van een monoculaire verrekijker, leek het op een cilinder of twee met elkaar verbonden ringen.[36]
- De in Oostenrijk geboren Amerikaanse astrofysicus Thomas Gold probeerde NASA ervan te overtuigen om, kort voor de landing op de maan, de maanlander een aantal felgekleurde relatief zware voorwerpen uit te laten gooien. Indien deze voorwerpen in het maanstof zouden verdwijnen zou dat een aanwijzing zijn dat het oppervlak van de maan uit een op drijfzand gelijkende stofzee bestaat. De bemanning in de maanlander zou op die manier verwittigd worden om de maanlandingsprocedure af te breken en om intijds terug op te kunnen stijgen.[37]
- Kort voor de missie van Apollo 11 oefenden Neil Armstrong en Edwin Aldrin uitvoerig de maanlanding in met behulp van een maanlandingssimulator. Op een bepaald moment, tijdens zo'n simulatie, liet Armstrong de lander doelbewust op het maanoppervlak te pletter slaan. Aldrin zei: Neil - hit abort, waarbij ook Houston het bevel gaf: Apollo 11, we recommend you abort, maar Armstrong weigerde te luisteren. Dit voorval heeft op Aldrin een wrange bijsmaak nagelaten. Indien dit voorval was opgetreden tijdens de eigenlijke landing, dan lag de maanlander in duizend stukjes verspreid over het maanoppervlak. Armstrong zei achteraf dat hij destijds wou weten hoe Mission Control daarop ging reageren, op zijn eigenwijze manier van handelen, maar er kwam geen echte reactie, en... het was slechts een simulatie waarbij geen slachtoffers vielen.[38]
- Tot kort voor de voltooiing van de maanwandelingen van Apollo 11 bestond de vrees dat het meegebrachte maanmateriaal in de maanlander zou kunnen ontbranden. Van dit materiaal werd verondersteld dat het sedert het ontstaan van de maan in niet geringe mate door de inwerking van geladen deeltjes afkomstig van de zon was veranderd. Mogelijke ontbranding door de blootstelling aan het zuurstof in de maanlander werd niet uitgesloten.[37]

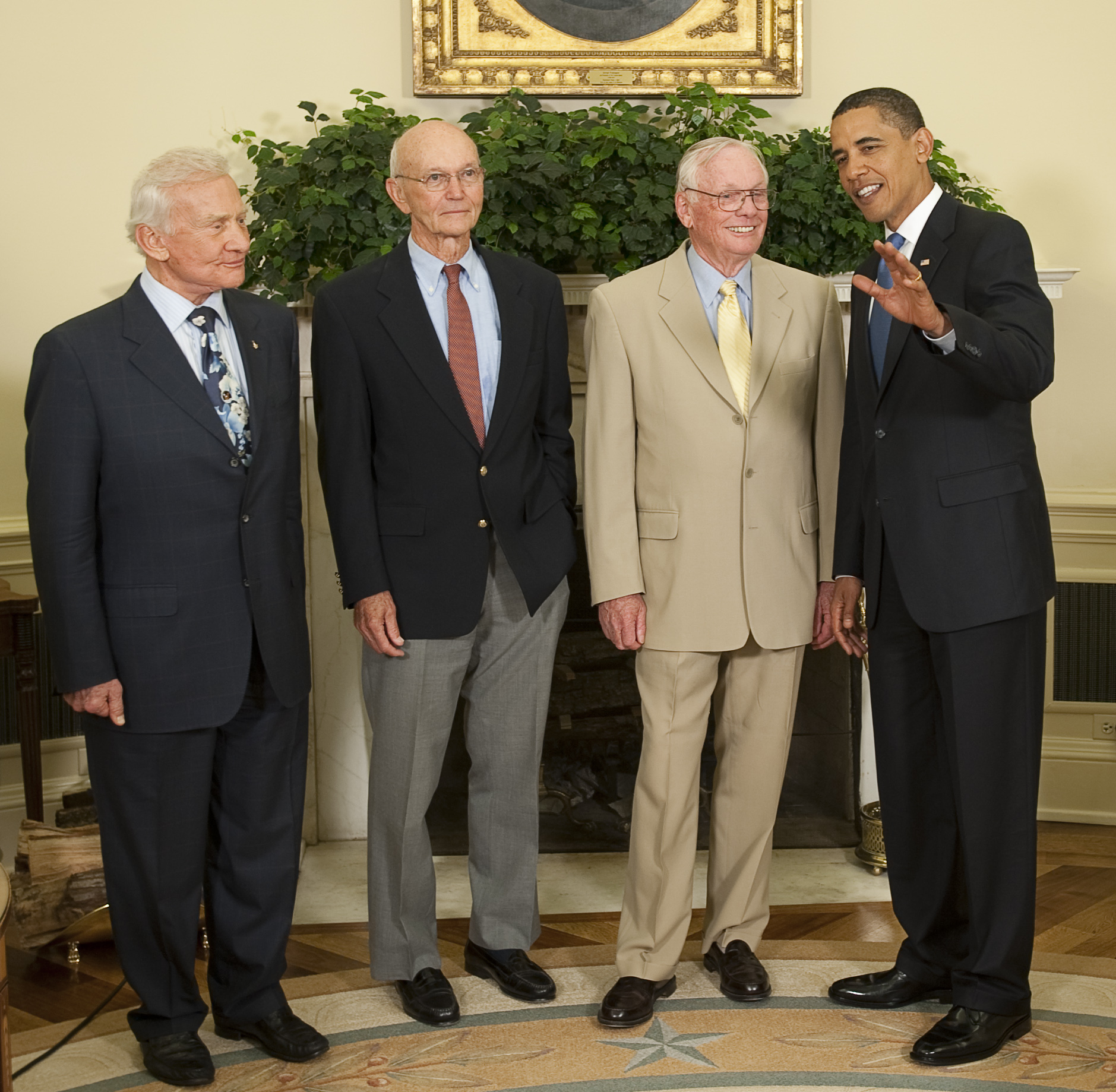
Ter gelegenheid van de 40ste verjaardag van de eerste bemande maanlanding, ontvangt president Barack Obama de bemanning van Apollo 11 in het Witte Huis; van links naar rechts, Buzz Aldrin, Michael Collins en Neil Armstrong

- Vlak voor hun vertrek van de Maan bleek dat een van de bemanningsleden, wellicht met zijn ruimtepak, een knop had afgebroken die nodig was om de motor te starten. Het probleem werd opgelost door een pen in het ontstane gat te steken. Dit incident werd pas jaren later geopenbaard.
- De bagage van Armstrong bevatte onder meer de 9e symfonie van de Tsjechische componist Antonín Dvořák (Uit de nieuwe wereld), alsook Music Out of the Moon: Music Unusual Featuring the Theremin - Themes by Harry Revel, with Dr. Samuel J. Hoffman and Les Baxter, 1947.[39]
- In 2003 werd door het veilingbedrijf Swann in New York het Apollo XI LM Data Card Book te koop aangeboden. Het bestaat uit zestien genummerde pagina’s op elf losse bladen. Alle gegevens zijn opgeschreven tijdens de maanlanding door Armstrong (110 gegevens) en Aldrin (ruim 180 gegevens). De waarde werd geschat op 200.000 tot 300.000 dollar. Het bracht uiteindelijk 200.000 dollar op.[40]
- In maart 2012 vond Jeff Bezos, na een zoektocht van een jaar, de raketmotoren van Apollo 11 terug op de bodem van de Atlantische Oceaan, op een diepte van 4200 m. Zijn intentie was ze op te duiken en ze in een museum tentoon te stellen, maar als formele eigenaar moest NASA toestemming geven.[41] Op 21 maart 2013 bracht Bezos twee van de vijf motoren aan land, na een drie weken durende bergingsoperatie. Het bergingsteam ontving hiervoor de Citation of Merit Award, persoonlijk uitgereikt door Buzz Aldrin.[42][43]
- De astronauten lieten bij elk van de zes geslaagde missies een Amerikaanse vlag achter op de Maan. Vaak werd gezegd dat de vlaggen er, in een wereld zonder regen en wind, eeuwig zouden staan, maar door de enorme temperatuurwisselingen en ultravioletstraling is het waarschijnlijk dat de kleuren spoedig verbleekten en dat de stof desintegreerde.[44] Bij de Apollo 11 was het nog erger: Aldrin maakte jaren later bekend dat hij bij het vertrek zag dat de vlag door de uitlaatstroming weggeblazen werd.[45][46]

## Apollo 11 in de populaire cultuur
- In de Britse televisieserie UFO van Gerry en Sylvia Anderson is in de episode Close Up een foto van de Aarde te zien. Deze foto werd in werkelijkheid gemaakt ten tijde van Apollo 11, en is afkomstig uit Hasselblad magazine 36-N. In de episode Close Up stelt het een testfoto voor, gemaakt door een sonde die een UFO moet zien te volgen tot aan de planeet van herkomst, om daar vervolgens hogeresolutiefoto's van te nemen.
- In de film Trafic van Jacques Tati is op een bepaald moment een scène met een televisietoestel te zien. Het televisiescherm toont de historische zwart-wit beelden van de dalende maanlander Eagle van Apollo 11. Korte tijd later zien we enkele televisiekijkers de traag bewegende maanwandelaars Neil Armstrong en Edwin Aldrin naspelen. Ze gedragen zich daarbij opvallend loom, alsof ze op de bodem van een met olie gevuld zwembad proberen verder te bewegen.
- In de film Kamikaze 1989 van Wolf Gremm is Rainer Werner Fassbinder als politie-luitenant Jansen te zien tegen de achtergrond van een muurgrote weergave van AS11-40-5903, de beroemde foto die de bekende pose van Edwin Aldrin op het maanoppervlak toont.